# Personaggi minori di Tex
Questa voce comprende l'elenco dei personaggi minori di Tex, il celebre fumetto creato da Giovanni Luigi Bonelli e pubblicato dalla Sergio Bonelli Editore, e comprensivo, per i personaggi privi di una voce distinta, di una breve presentazione degli stessi.

## Amici ed Alleati

### Lilyth
Figlia del capo tribù Freccia Rossa, Lilyth conobbe Tex in una situazione drammatica: il ranger stava per essere giustiziato al palo della tortura; proprio l'intervento di Lilyth lo salvò: proponendogli un matrimonio tra i due. Il ranger acconsentì per motivi di forza maggiore, ma ben presto tra l'eroe e la giovane nacque una vera relazione sentimentale; dall'unione, venne alla luce Kit. Sposandola, Tex entrò a far parte della tribù, con l'appellativo di Aquila della Notte (nome che discende dal travestimento usato in quel periodo).
Lilyth morì prematuramente, tra le ultime vittime di un'epidemia di vaiolo fatta scoppiare da due loschi affaristi di Denver, Fred Brennan & Jim Teller. Tex li aveva fatti arrestare proprio al termine dell'avventura in cui la conobbe, distruggendo l'organizzazione da loro creata che smerciava armi ai nativi allo scopo di provocare una guerra. Lilyth avrebbe potuto sfuggire al flagello, se si fosse recata assieme a Tex alle missioni di Taos - dove il ranger aveva portato il figlio Kit per sottoporlo a cure mediche -, ma preferì rimanere accanto al padre, lasciando accompagnare il marito dalla squaw di un certo Black Wolf. Il ranger si vendicò grazie all'intuizione della moglie: fu lei a suggerire il collegamento tra la diffusione del morbo e la consegna alla riserva di alcune coperte da parte di uomini dal volto "butterato", cioè segnato dalle pustole del vaiolo, al quale erano sopravvissuti. Dagli esecutori materiali, Tex riuscì a risalire sino ai nomi dei mandanti, portando così a compimento il giuramento solenne prestato sulla tomba di Lilyth.
Lilyth, pur scomparendo dopo pochissimi albi e ritornando solo in rari flashback, rimane comunque una figura chiave dell'intera saga. È l'unica donna amata dall'eroe, protagonista di alcuni dei momenti "rosa" del fumetto, ed è ancora presente "indirettamente" grazie al loro unico erede.
Nel 2008, in occasione del sessantennale del fumetto, viene pubblicato l'albo celebrativo a colori n. 575, intitolato Sul sentiero dei ricordi, sceneggiato da Claudio Nizzi e disegnato da Fabio Civitelli: dopo molti anni propone una storia che ha come protagonista Lilyth, ambientata nel breve periodo matrimoniale. Nel 2018 la giovane navajo appare di nuovo ne Il segreto di Lilyth, una breve storia dello sceneggiatore Mauro Boselli e del disegnatore Fabio Civitelli ospitata sul "Tex Magazine 70 anni".

### Dinamite
È, per molti albi, il cavallo di Tex, dotato di gran velocità e intelligenza. Tex lo incontra, ancora selvaggio, una volta entrato nel Rodeo di Corlis a San Antonio; dopo averlo domato, lo tiene come suo cavallo. Nonostante sia, nei primi tempi, una presenza fissa nel fumetto, ad un certo punto Dinamite viene messo da parte ed Aquila della Notte smette così di chiamare la sua cavalcatura per nome. Il suo destino sarà raccontato solo nel 2018, in occasione del settantennale di Tex. Minor fortuna ha avuto un altro compagno a quattro zampe, un cane di nome Satan, che fa una breve apparizione nei primissimi numeri.

### Freccia Rossa
Freccia Rossa è il padre di Lilyth e suocero di Tex nonché suo predecessore alla guida delle tribù Navajo. Fa conoscenza del futuro genero in una circostanza tutt'altro che piacevole: i suoi pellerossa per poco non lo giustiziano al palo della tortura. Tuttavia acconsente senza esitazioni al matrimonio indiano tra questo sconosciuto viso pallido e l'amata figlia, e lo accoglie nel suo villaggio. Il legame tra i due è improntato al massimo rispetto e in assenza di Aquila della Notte, il buon Freccia Rossa si occupa del nipote Kit. Scompare ben presto dalla saga: della sua morte si viene a conoscenza nell'albo n. 16 (Il fuoco). Torna soltanto in rari flashback: in particolare, val la pena ricordare quello presente ne Il giuramento.

### Eusebio
Eusebio è il messicano di origine azteca, cupo assistente di El Morisco. Fa la sua prima apparizione nello stesso albo in cui compare anche il suo padrone (n. 77, Il tesoro del tempio). Rischia in più di un'occasione la vita per lo studioso di Pilares, a cui è molto devoto, trasgredendone gli ordini una sola volta, bruciando una lettera affidatagli da Tex e così rischiando di mettere in seri guai il ranger. Eusebio coadiuva El Morisco nei suoi esperimenti scientifici e lo segue nei suoi viaggi di studio. All'occorrenza è in grado di usare armi da fuoco, al contrario del suo padrone. Non sempre accetta di buon grado che El Morisco si accompagni ai quattro pards, in quanto consapevole che la loro vicinanza può mettere in serio pericolo la vita del suo padrone.

### Lena Parker
Era la cantante e ballerina del saloon di Bannock, Montana, circa venticinque anni prima dello svolgersi della saga di Tex. Era anche proprietaria di una concessione mineraria assieme all'allora sceriffo di Bannock, Ray Clemmons (nn. 406-408). Quando Kit Carson distrugge la Banda degli Innocenti (vd. sotto), Lena fugge da Bannock e fa perdere le sue tracce, per poi tornare alla miniera e vivere lì per i successivi due decenni e mezzo. In seguito aprirà una locanda a Heaven, in Nevada (nn. 463-465)

### Donna Parker
Figlia di Lena e, probabilmente, di Kit Carson. Sembra intrattenere una relazione con il figlio di Tex.

### Fiore di Luna
Figlia del capo Ute Naso Piatto. Luna salva Kit Willer raccogliendolo dal Little Colorado, dove era precipitato a seguito di uno scontro con dei banditi, perdendo la memoria. L'amore che nasce tra i due giovani ha vita breve: Luna sacrifica la sua vita per salvare quella del suo Kit.

### Manuela Montoya
Nella storia in cui compare, si innamora di Kit Willer che l'ha salvata dalla carica di una mandria. I due giovani desiderebbero sposarsi, ma la ragazza, la figlia del ricco allevatore Carlos, è promessa a un tal Pedro Cortez, pari classe sociale, fisico atletico e baffetto da hidalgo. Per impedirlo quest'ultimo la fa rapire e alla liberazione contribuiranno naturalmente i pards. Nonostante il "lieto fine" della vicenda, le strade dei due giovani si separano inesorabilmente.

### Phil Davis
Phil Davis è un generale dell'esercito statunitense, uno dei pochi ufficiali di alto grado stimati dal ranger. Compare solitamente in situazioni delicate tra Indiani ed esercito, come nella questione delle terre dei Sioux; Tex infatti gli chiede aiuto per evitare conflitti armati e per rimettere a posto ufficiali "teste calde".

### Mac Parland
Mac Parland è un alto funzionario dell'agenzia investigativa Pinkerton.

### Ely Parker
Ely Parker, commissario agli affari indiani presso il governo di Washington, è ispirato all'omonimo personaggio storico.

### Manuel Doberado
Manuel Doberado è uno scienziato amico di El Morisco. Si mostra in due diversi episodi della serie: nel primo è vittima dei loschi piani del collega Juan Velarde, in seguito aiuta i pards presso un'isola sperduta del Golfo del Messico.

### Mike Tracy
Mike Tracy è un ex-poliziotto, padrone dell'hotel Alameda, un locale di San Francisco.

### Bingo
Bingo è uno degli aitanti habitué della palestra di Lefty Potrero. È sposato con una gentile donzella, non meno forzuta e manesca del marito.

### Gentry
È un anziano trapper con la fobia dell'acqua che affianca Tex nella lotta contro Mefisto e gli Hualpai ne Il ponte tragico. Muore nella stessa storia, colpito dalla lancia del capo Thopai.

### Le Dame della Santa Lega
Le Dame della Santa Lega sono donne robuste, muscolose e manesche, dedite alla lotta proibizionista contro gli alcolici a San Francisco. Infatti, capitanate dalla moglie di Bingo, riducono a pezzi un saloon ritrovo di una banda di delinquenti, i suoi proprietari e gli avventori.

### IlSasquatch
Il Sasquatch è un misterioso uomo selvaggio dei boschi dai poteri taumaturgici, che nella storia omonima salva Tex, Tiger e un loro amico archeologo dalla furia dello stregone dei Klamath, Kaasda, lasciandogli però fare vendetta dei veri colpevoli, due studenti dello stesso archeologo.

### Juan Raza
Juan Raza è un ex comanchero, poi passato fra le file dei rangers, di padre messicano e madre comanche. È una delle poche figure, nella pur lunga saga di Tex, rivelatesi di una certa complessità psicologica. Tex e Kit Carson ne fanno la conoscenza quando, insieme all'amico ranger Jesse Hawks, al Morisco e al suo fedele servitore Eusebio, si mettono sulle tracce di Miguel e Juanita De La Serna, due ragazzi messicani rapiti da Raza per conto di una setta di fanatici egiziani, i Figli di Horus, che intendono sacrificarli per risvegliare la mummia del sacerdote Akhran, di cui i due sventurati sono discendenti da parte di madre. Nel momento cruciale, in prossimità del macabro rituale, il comanchero rivela un'inaspettata onestà di fondo, alleandosi con Tex e compagni per salvare la vita dei ragazzi, ed a vicenda conclusa si lascia convincere da Jesse Hawks ad entrare nel corpo dei Rangers. Qualche anno dopo il suo ingresso nei Rangers, Juan Raza viene accusato, con prove apparentemente inconfutabili, dell'omicidio di un collega e della rapina di un carico d'oro. La sua successiva scomparsa sembra un'ammissione di colpa, e gli unici a credere nella sua innocenza sono Tex e Carson, i quali, indagando a fondo, scoprono che Raza è stato semplicemente incastrato da un ranger traditore, Vance Daniels, che riesce a farlo finire con l'inganno nelle mani di una banda di desperados. Tex, Carson e Jesse Hawks, tuttavia, insieme ad alcuni altri ranger, riescono a penetrare nel rifugio della banda in tempo per evitare la morte di Raza, ma a caro prezzo: per evitare che Daniels possa uccidere Juan, l'anziano Jesse si mette fra i due, beccandosi la pallottola destinata all'amico e morendo al suo posto. Dopo essersi vendicato, profondamente scosso per la perdita di Jesse, Raza esprime la volontà di abbandonare il corpo dei Rangers e starsene solo per qualche tempo, né con la legge né contro di essa. Il padre di Juan, Pedro Raza, ha debuttato nel 2023 all'interno della serie Tex Willer.

### George Morrow
George Morrow è un ufficiale dell'esercito, che compare per la prima volta in La pattuglia sperduta (Bandoleros, Il disertore, Alleati pericolosi, nn. 271-273), allora con il grado di tenente. Tex e i pards, in mezzo a una tormenta di neve, incontrano prima suo fratello, il sergente Clark Morrow. La pattuglia di Morrow viene sterminata da alcuni sicari e si salva solo il sergente, che confessa ai pards che suo fratello è un esperto di armi e ideatore di un rivoluzionario fucile a ripetizione, che, per la delusione di essersi visto rifiutare il progetto dal Ministero della Guerra su pressione degli industriali, decide di disertare e di vendere l'arma ai messicani, motivo dell'attentato sulle montagne. Tex e Tiger rintracciano George a Pequeño Paraiso, un villaggio di fuorilegge appena oltre il confine, e lo convincono a tornare sui propri passi. I messicani, arrabbiati per la decisione di Morrow, assediano la baracca dove il tenente si trova con Tex e Tiger Jack a fucilate e cannonate. I tre uomini verranno salvati dalla banda del bandito Manuel Pedroza, capo del villaggio.
Il tenente Morrow ottiene in seguito una promozione a capitano e viene trasferito in Arizona, da dove (Desperados!, in La notte degli agguati, La leggenda della vecchia missione, La maledizione di Escondida, nn. 333-334-335) contatta Tex per segnalargli che Manuel Pedroza (che dopo aver salvato Tex, Morrow e Tiger si è dato alla fuga con i ventimila dollari che Morrow aveva ottenuto vendendo il fucile) ha ripreso a razziare i villaggi minerari della zona per poi riparare oltre confine.
La terza apparizione di Morrow, ora come maggiore, avviene nella storia Giovani assassini (nn. 640-642), nella quale segnala a Tex l'evasione di Kid Rodelo dal carcere di Yuma.

## Nemici

### Il Grande Re
Louis Laplace (il vero nome del personaggio antagonista degli albi 53-55) è raffigurato come un uomo di colore di mezza età, molto ricco, ma affetto da manie di grandezza che lo portano a tentare la realizzazione di uno Stato pellerossa indipendente, in terra canadese. Per fare ciò, edifica un enorme castello e, affiancato dal lugubre complice Pierre Gaul, inizia ad irretire le tribù indiane, per farle passare sotto il vessillo del Leopardo Nero, il simbolo che Laplace ha scelto per il suo Stato indipendente. Tex tenta di ostacolarlo, e lui fa gettare in un lago l'Occhio di Manito, un totem che i Mohicani avevano ricavato da un misterioso meteorite. La scomparsa del totem sta per spingere gli indiani alla rivolta, ma Tex recupera l'oggetto e sferra l'attacco al castello del Grande Re, che nel frattempo aveva sequestrato Kit Willer. Vistosi sconfitto e tradito da Pierre, Laplace condanna quest'ultimo ad una morte spaventosa (lo annega nelle segrete) e successivamente, pur di non consegnarsi alle Giubbe Rosse e a Tex, si fa esplodere insieme al suo castello azionando delle potenti cariche poste sotto i pavimenti.

### Il Principe Tulac
Il Principe Tulac compare nel n. 101 di Tex, El Morisco. Di origini azteche, nutre il sogno di ripristinare le antiche civiltà precolombiane e cacciare i bianchi dall'America. Il suo alleato, il Signore dell'abisso, gli procura delle pietre misteriose di origine vulcanica che hanno il potere di pietrificare chiunque entri a contatto con loro. Sconfitto da Tex e dai suoi pard, decide di darsi la morte piuttosto che cadere vivo nelle loro mani. Dall'episodio è stato tratto l'unico film creato finora su Tex: Tex e il signore degli abissi.

### Il Signore dell'abisso
Il Signore dell'abisso è un orrido personaggio di origine azteca, che vive nei sotterranei vulcanici della Sierra Encantada, in Messico, dove quotidianamente preleva delle pietre verdi, residui vulcanici innocui solo in apparenza: in realtà sono in grado di trasformare in pietra chiunque venga a contatto con loro. È presente nella medesima storia che vede protagonista il principe Tulac, episodio nel quale, oltre ai pards, un ruolo di primo piano viene svolto da El Morisco. È lo studioso egiziano a comprendere il segreto di queste diaboliche pietruzze, che gli adepti di Tulac conservano in uno scomparto segreto dentro un amuleto di ossidiana raffigurante il dio azteco Xiuhtecuhtli. Essi le usano per provocare la morte delle proprie vittime, colpendole con una cerbottana e talvolta per suicidarsi, ingerendole. Il Signore dell'abisso si mostra solo per poche vignette come una specie di mummia vivente, intento nella tetra caverna vulcanica a rimestare nella lava le letali pietre verdi. Là perde la vita eliminato con colpi di pistola da Kit Willer e Tiger Jack: il suo corpo precipita nella lava incandescente. Nel film Tex e il signore degli abissi il personaggio è interpretato da Riccardo Petrazzi.

### Satania
Satania (vero nome Cora Gray) è la prima antagonista femminile di Tex; è una cruenta donna mascherata vestita di nero, a capo di una banda di fuorilegge che semina terrore insieme al servo indonesiano Dakyar ed il gorilla Gombo.
Appare nell'albo n. 5, intitolato appunto Satania!, dove la donna e la sua banda, sono reduci di un assalto ad una diligenza alla periferia del villaggio di Yuma. Nessuna delle vittime sopravvive, ma nella zona si diffonde il nome del capobanda. Giunti nella zona, Tex Willer e Kit Carson cominciano ad indagare sui pochi indizi fornitigli, che li porta nel locale del "Corno d'Oro", luogo probabilmente molto frequentato da alcuni membri della banda criminale; non per altro, il proprietario del locale è il corrotto Jim Cameron e la cantante è proprio Cora Gray, di cui nessuno sa che è proprio lei lo spietato capobanda.
Successivamente, presso White Rock Pass, la cricca di Satania mette le mani sul minerale proveniente dalle miniere di proprietà di un certo Benson. Il nervosismo porta all'eliminazione fisica dei componenti della banda e sarà proprio questo il momento in cui Satania utilizzerà il suo asso nella manica per eliminare i ranger: scenderà in campo il gorilla Gombo ed il suo domatore Dakyar. Cora Gray riprenderà contatto con Tex, dove gli svelerà il covo della banda, in cambio del fazzoletto nero che il ranger porta al collo. La notte successiva, Tex e Cora s'incontrano; Gombo, annusando il fazzoletto di Tex, entra nella stanza dove il ranger dorme, ma nel tentativo di ucciderlo scorge la sua stessa immagine riflessa in una catinella d'acqua ed emette un suono che sveglia Tex e gli permette di reagire all'istante.
Gombo viene ucciso a suon di colpi di pistola; Tex ritrova il suo fazzoletto ed intuisce chi possa essere stato il mandante della feroce bestia. Quindi, si precipita al Corno d'Oro, sperando di trovare Cora, ma la stanza della ragazza è vuota e presenta dei segni di lotta. Anche Jim Cameron è scomparso e per Tex e Carson non resta che giungere al rifugio della banda, in una grotta sui monti che circondano Yuma, proprio in base alle indicazioni ricevute direttamente da Cora. Gli ultimi superstiti della banda, tra cui Cameron, vengono sedati e Satania tenta di fuggire, mentre Dakyar è intento a far saltare la galleria lungo cui lui e la donna stanno scappando; disgraziatamente rimane vittima dell'esplosione e Satania viene presto acciuffata dai due rangers, dove si strapperà la maschera e confermerà ai due il suo volto. Subito dopo, Cora deciderà di sfuggire alla giustizia lanciandosi in un burrone dinanzi a lei.
Negli albi 705-706-707 Tex e soci scopriranno che in passato ha avuto una figlia che darà loro filo da torcere in questo episodio.

### Mitla
La bellissima Mitla è presente in un celebre episodio della saga intitolato Diablero (albi n. 135 e seguenti). Vive assieme al fratello Guaimas sulle Sierras messicane, teatro di misteriosi massacri di Apaches Broncos abitanti di queste regioni. Lo stregone di una loro tribù sospetta che dietro queste uccisioni si celi una sorta di lupo mannaro - chiamato dalla genti del posto Diablero - e chiede l'aiuto di uno studioso di scienze occulte, ovvero El Morisco, che ritiene il solo in grado di fermare la maledizione. Anche Tex ed i suoi pards, amici del brujo di Pilares, si trovano coinvolti nella vicenda. Nel suo prosieguo si scopre che Mitla è una pericolosa "diablera" di discendenze azteche, capace di parlare con gli animali (in particolare coi lupi): è lei, insieme al fratello, la responsabile delle aggressioni ai pellerossa. Infatti Guaimas, grazie ad uno strano intruglio preparato dalla sorella, si trasforma in un essere dall'aspetto e dalla forza ferini. Tex ed amici eliminano un branco di spietati lupi "comandati mentalmente" da Mitla, poi lo stesso Diablero. Tentano di catturare Mitla, ma la strega muore, morsa da un serpente velenoso, sul fondo delle tenebrose ed umide caverne dove raccoglieva e depositava i malefici fiori che usava per preparare la pozione per Guaimas.

### Baron Samedi
Baron Samedi, alias il barone Jean de Lafayette, è protagonista del racconto Terrore sulla savana (albi n. 93 e seguenti). È un ricco proprietario terriero di Haiti, di origini francesi, che evade da un manicomio criminale assieme all'acerrimo nemico di Tex, il diabolico Mefisto. De Lafayette è un maniaco religioso che impersonifica la figura di Baron Samedi, il signore dei cimiteri. Al comando di una potente setta vudù, scaccia i militari ed i Seminoles dalle paludi della Florida e, insieme al suo alleato Mefisto, vi costruisce un piccolo impero personale, il Regno del Grande Serpente. Nelle paludi edifica un castello medievale, protetto da guerrieri seguaci del culto caraibico, dal quale giungono musiche tenebrose e risate maniacali. Aquila della Notte e compagni giungono in Florida per fermare i due pazzoidi, che intanto hanno incaricato il possente Dambo, prima persona fidata di Baron Samedi ed amante della sacerdotessa Loa, di incendiare il campo Seminole per rappresaglia contro i nativi che si erano opposti all'alleanza con il ricco barone. Tex ed i suoi raggiungono nel frattempo Fort Myers, base militare sita nelle paludi, e con l'aiuto dei pellerossa e dei soldati del forte abbattono il possente castello a cannonate. De Lafayette e Mefisto spariscono sotto le macerie, mentre gli uomini dei due manigoldi vengono tutti eliminati, trafitti dalle frecce dei Seminoles e dilaniati dagli alligatori. Baron Samedi muore schiacciato dalle rovine del castello, mentre la nemesi di Tex sopravvive quel tanto che basta a passare i suoi poteri al figlio Yama. Loa, unica sopravvissuta, per vendetta indiana è destinata a lavorare come schiava del sakem pellerossa Yampas.

### Loa
Loa è una mambo alleata con Mefisto il quale, evaso dal manicomio con il maniaco religioso e criminale Jean de La Fayette (convinto di essere il dio del vudù Baron Samedi), fonda il Regno del Grande Serpente scacciando alcuni soldati e Seminoles. Tex e i suoi pards puntano verso la Florida allo scopo di annientare il Regno del Grande Serpente. Successivamente, Tex e i suoi si alleano con i soldati di Fort Myers e anche con i Seminoles, appiccano il fuoco alla giungla, mentre i militari di Fort Myers cannoneggiano il castello di Lafayette, il quale, insieme a Mefisto, perisce sotto le macerie, mentre i seguaci del vudù muoiono trafitti dalle frecce indiane o divorati dagli alligatori. Unica superstite è proprio Loa, che aveva tentato di scappare insieme a suo padre Otami (anch'egli sacerdote vudù) dopo avere nascosto i diamanti di Baron Samedi, e che finisce come schiava del capo pellerossa Yampas.
Loa successivamente si allea con Yama, e insieme a lui prima uccide Yampas e poi trama per vendicarsi di Tex e dei suoi amici, attingendo poteri dagli inferi. Intanto, i quattro pards navigano verso Tampa, convocati dallo stregone Ho-Yan dei Seminoles, e sul battello vengono messi alla prova gli amuleti protettivi di Nuvola Rossa, lo sciamano navajo. La marcia dei pards verso il campo dei Seminoles prosegue fra mille insidie. Yama e Loa dal ponte di un tetro veliero manovrano l'azione di una schiera di bellicosi neri seguaci del vudù, scatenando perfino uno zombie contro di loro. Giunti al villaggio indiano, i pards apprendono della fine di Yampas e puntano sulle rovine del castello di Baron Samedi senza accorgersi che stanno per cadere in una trappola di Yama. In seguito, il servo di Yama Thomas, passato dalla parte dei rangers dopo essere stato tradito dal figlio di Mefisto, sale sul veliero di Yama e Loa e, con l'aiuto degli altri adepti del vudù, riesce ad impacchettare i due stregoni per poi gettarli in mare in occasione di una tempesta. In seguito, dopo avere ucciso l'ultimo ammutinato in grado di pilotare il veliero, Loa cade dal ponte della nave nel corso della tempesta, chiede quindi aiuto al diabolico Yama, che però afferma di non poterla salvare. Loa sembra dunque annegare tra i flutti, ma riuscirà a aggrapparsi a un frammento del relitto e a reggere fino alla fine della tempesta, per essere infine salvata da due pescatori.
Anni dopo, lo stregone indù Narbas, in grado di favorire il ritorno in vita degli spiriti dell'aldilà, incontra Lily Dickart, per riportare in vita il fratello di lei, Mefisto, in modo da vendicarsi finalmente di Tex Willer. Narbas ha bisogno però del cadavere di Mefisto per farlo tornare in vita e l'unica persona che conosca l'accesso alle segrete del castello dove giacciono le ossa di Mefisto, è proprio Loa. Mefisto, una volta tornato in vita, perdona la mambo dell'antico tradimento ma, non fidandosi più di lei, decide di lasciarla a Tampa.

### Big Cisco
Big Cisco si presenta come un mercante senza scrupoli, disposto a tutto pur di far soldi, soprattutto a spese dei pellerossa. Gestisce il Trading post di Oraibi, nella riserva Navajo, insieme al meticcio Sahua. Compare una prima volta nell'albo n. 201 (L'oro del Colorado). Gli avventurieri Eddy Rever e Gilas arrivano al trading post durante uno dei tanti scambi commerciali tra Big Cisco e il navajo Moqui. A differenza di altre volte però, Moqui è in procinto di vendere al mercante alcune pepite d'oro, che attirano l'attenzione dei due avventurieri. Partito il navajo, Gilas ed Eddy si informano da Big Cisco sulla provenienza di Moqui e, con l'aiuto di alcuni amici, lo rapiscono insieme alla sua squaw Nikla, distruggendone il villaggio e massacrando tutti gli abitanti. Saputo della strage, Tex inizia le sue indagini proprio dal trading post. Durante la conversazione, Cisco commette il grosso errore di offrire al ranger una bottiglia di whisky, merce notoriamente proibita nella riserva. Tex e i suoi pards perquisiscono immediatamente il trading post e portano alla luce una grande quantità di whisky, destinato, nelle intenzioni di Cisco, ai Navajos. L'apparizione di Cisco in questa vicenda si conclude con la distruzione del whisky e con la minaccia, da parte di Tex, di una lezione ancora più severa nel caso Cisco avesse riavviato i suoi loschi traffici.
Il personaggio si presenta nuovamente nell'albo n. 233 (Scacco Matto), nel racconto che ha come protagonista Cane Giallo. Big Cisco si associa ai trafficanti Jim Donner e Bill Grant, allo scopo di fornire armi e whisky agli Ute di Cane Giallo e agli Hualpai, nemici giurati dei Navajos. Big Cisco riesce a convincere il giovane capo indiano ad attaccare la tribù guidata da Aquila della Notte; nello stesso tempo avvia i suoi scambi con lo stesso Cane Giallo, promettendo molti più fucili e molto più whisky in cambio dello scalpo di Tex. Gli Ute e i loro alleati invadono la riserva Navajo, distruggendo alcuni villaggi. I Navajos guidati da Kit Willer e Tiger Jack, al Devil Pass, riescono a fermare l'invasione, causando notevoli perdite ai nemici nello scontro per conquista del passo.
Intanto Tex e Kit Carson iniziano le indagini per scoprire chi abbia armato i pellerossa e, per raccogliere informazioni, decidono di partire proprio dal trading post di Big Cisco, senza lontanamente immaginare di essere già sulla pista giusta. Infatti, proprio mentre giungono sul posto, il losco mercante sta trattando la vendita di armi e bevande alcoliche con alcuni indiani sbandati. La presenza dei due ranger getta nel panico il criminale ed i suoi clienti: vedendoli arrivare da lontano, Big Cisco e Sahua decidono di servirsi dei loro clienti per eliminare Tex e Carson. I due ranger, pur colti di sorpresa, hanno la meglio nel breve scontro a fuoco e, cacciati via gli indiani, riescono a far confessare Big Cisco e il suo assistente, scoprendo così il traffico di armi ed i nomi dei complici. Una rapida perquisizione nella cantina del locale porta alla scoperta della mercanzia vietata. Tex e Carson non perdono tempo: dopo aver cacciato via Big Cisco e Sahua, danno fuoco alla merce in cantina, distruggendo il trading post.

### Cane Giallo
Cane Giallo acerrimo nemico di Tex fa la sua prima apparizione nell'albo Scacco matto (n. 233 e seguenti). In questa storia, due contrabbandieri d'armi e di whisky, in combutta con il bieco Big Cisco del trading post di Oraibi, spacciano le loro merci agli indiani ute di Cane Giallo. Quest'ultimo, insieme allo stesso Big Cisco, cova un odio profondo per i navajos di Aquila della Notte e decide di attaccarli. I guerrieri di Cane Giallo, assisti nell'occasione dai temibili hualpai, compiono dei veri massacri: per la tribù Navajo comincia un breve e temporaneo esodo dalla loro terra. Mentre Tex ed il pard Carson sono alle prese con Big Cisco, Kit e Tiger, assieme ad un manipolo di uomini, resistono sul Devil Pass ai costanti attacchi dei nemici, fino a costringerli alla ritirata. Nel frattempo, Tex e il vecchio pard interrompono i rifornimenti per Cane Giallo ed i suoi, ormai rimasti anche senza cavalli. Gli ute e gli hualpai si ritrovano con le spalle al muro di fronte all'avanzata dei Navajos. Cane Giallo è sconfitto in duello, rasato completamente ed esiliato a girovagare disonorato nel deserto.
La seconda ed ultima apparizione del personaggio viene raccontata nell'episodio narrato nei nn. 596 e 597 (Oltre il fiume). Convinto dallo stregone Ukasi a riprendere il comando della sua tribù, decide di attaccare nuovamente Aquila della Notte e la sua gente, anche per potersi impadronire dei loro giacimenti auriferi. Per costringere il ranger ad intervenire, fa anche rapire delle squaw. Dopo aver sventato l'attacco all'avamposto di Blufold, Tex e pards affrontano gli ute presso le rocce del Falcon Bridge. Pur assetato di vendetta, Cane Giallo non può che andare incontro alla morte al termine di un altro duello con il capo dei Navajos.

### Ah-Toy
Ah-Toy (ispirata a un omonimo personaggio realmente esistito), anche chiamata La Figlia del Drago, è a capo di una pericolosa setta criminale cinese di San Francisco, che Tex affronta nella vicenda intitolata Il laccio nero (albi n. 172 e successivi). L'indagine sulla pericolosa setta scaturisce dalla scoperta di una tratta di giovani donne cinesi, prelevate dai loro villaggi natii e "rivendute" all'asta nella città californiana. I pochi che hanno osato far luce su questo sporco traffico non sono sopravvissuti al temibile laccio di seta nero, col quale la cricca criminale giustizia le sue vittime. La maliarda Ah-Toy ha due biechi complici: il diffidente consigliere Lao Tan (detto l'Artiglio Nero) ed il biscazziere Wong Ha Gum. Il ranger assieme ai pards giunge in città, chiamato dall'amico e capo della polizia locale, Tom Devlin: dopo aver subito un agguato, contribuiscono a far chiudere la sala da gioco d'azzardo di Wong. La banda è spietata verso gli adepti che sbagliano, come dimostra la terribile punizione inflitta a Wong ed ai suoi seguaci: per aver fallito l'attentato vengono strangolati e fatti dilaniare vivi dai topi. I pericoli per la bella Ah-Toy però non sono finiti: Tex e compagni decidono di far entrare in azione anche il loro amico Lefty Potrero e i suoi culturisti palestrati. All'Hotel Alameda di Mike Tracy, grazie anche alle preziose informazioni di Lim You, il figlio del defunto Wong infuriato per l'assassinio del padre, vengono discusse le mosse per attaccare la pericolosa setta. Mascherati da vigilantes, i quattro ranger, assieme a Lefty e i suoi, distruggono le fumerie d'oppio dell'organizzazione, prima fra tutte quella di Yreka, gestita da Yat Sing. I pards fanno letteralmente saltare in aria anche il locale del Pellicano Azzurro, altro locale sulla Costa dei Barbari in mano alla setta. Ah-Toy e sodali però passano al contrattacco: assaltano l'Hotel Alameda, luogo di ritrovo dei rangers, e riescono a catturare Kit Carson. Il ranger è legato ad un pannello chiodato in attesa di essere offerto in pasto ai topi, ma è presto liberato dai pards, penetrati dalle fogne di San Francisco nel luogo dove è tenuto prigioniero. A morire divorato dai roditori è invece il suo carnefice, l'Artiglio Nero. Ah-Toy è catturata e consegnata agli agenti di polizia, mentre i ranger liberano le restanti schiavi cinesi.

### La Maschera di Ferro
Il personaggio è presente nella storia Il Clan dei Cubani, L'isola dei morti e La Maschera di Ferro (albi n. 230, 231 e 232). Tex ed i suoi amici sono informati da Nat Mac Kennet, sceriffo di New Orleans, dei disordini avvenuti lungo il fiume Mississippi, che attraversa la città. Giunti a New Orleans, rintracciano subito uno dei loschi uomini della gang criminale che infesta la città. Ottenuta la sua confessione, i quattro pards scoprono che il racket criminale del Clan dei Cubani è guidato dall'astuta e fantomatica Maschera di Ferro, affiancata dal servo sudanese Hanubi. Il pericoloso Clan, che al minimo errore non esista a sopprimere i suoi stessi membri con serpenti o dardi velenosi, è legato ad una setta vudù e si sostiene con rapine e rapimenti ai danni della gente più ricca e benestante della città. Sentendosi minacciata, La Maschera di Ferro promette cinquemila dollari in cambio della testa di Tex e compagni. I quattro ranger nel frattempo mettono il bastone fra le ruote ai suoi uomini, che gestiscono alcuni locali dedicati al gioco d'azzardo e ricattano i proprietari perché vendano i loro negozi. Il Clan dei Cubani ed il suo complice, il losco avvocato Conway, hanno la peggio nello scontro con i ranger. L'avvocato, legato ed imbavagliato, è lasciato su un'imbarcazione improvvisata alla deriva lungo il Mississippi. I pards poi assaltano Villa Drake e la bisca Lafayette, covo dei malavitosi. Nel tentativo di fuggire attraverso un passaggio segreto, l'impavida Maschera di Ferro cade nella sua stessa trappola: una botola si apre sotto i suoi piedi, che nasconde una fossa piena di serpenti velenosi. Fatti fuori i pericolosi rettili, Tex e i suoi pards smascherano il loro avversario: appare loro lo splendido viso di una donna, la famosa giocatrice Lola Fuente, ormai in punto di morte.

### Mah-Shai
Mah-Shai è una strega dotata di terribili poteri, che tiene sotto controllo un buon numero di stregoni indiani di varie tribù. Costringe giovani pellerossa a lasciare i loro villaggi andando a raccogliere per lei una particolare varietà di fiori che crescono in una terra misteriosa racchiusa in un abisso. Tutti i giovani vengono poi regolarmente abbandonati nel mondo sotterraneo e destinati a morte certa per mano degli animali antidiluviani che lo abitano. Tex risale sulle sue tracce proprio dopo avere incontrato il padre di uno dei ragazzi scomparsi. Dopo avere ridicolizzato lo stregone Shivatuan -arrivando a spezzargli il bastone della magia e a prenderlo a pugni- e quindi avere estorto informazioni all'uomo della magia Walapai Scethapi, Tex, Kit Willer e Tiger Jack assaltano la fortezza della strega, la cui bellezza viene prima celata con vari trucchi grafici da Galleppini e mostrata in pieno solo nelle tavole dello scontro che la oppone ai tre pards. Perso l'arco, Mah-Shai tenta di uccidere i suoi avversari colpendoli alle spalle con una pietra, ma viene morsa da un serpente. Prima di morire tenta di maledire i tre pards rifiutando ogni soccorso, poi cessa di vivere e nello spazio di pochi secondi la bellissima strega assume le fattezze di una orribile vecchia. Più tardi, mentre bivaccano, i pards ipotizzano che i misteriosi fiori dell'abisso dovevano contenere sostanze tali da preservare la bellezza della strega.

### IlFiglio di Manito
Il figlio di Manito compare nella collana in una breve storia denominata La Valle della Luna (albi nn. 55 e 56). Il racconto è ambientato nel Sud-Ovest degli Stati Uniti, in un'area mineraria chiamata appunto Valle della Luna, dove alcuni minatori, tra cui Ben Rufus, vecchio amico di Tex, scoprono una strana creatura dalle sembianze umane. Il misterioso personaggio ipnotizza una tribù Apache e li obbliga a lavorare nel sottosuolo per estrarre delle particolari rocce verdi, mortali perché radioattive. Li spinge a scavare sotto terra, incutendo loro terrore e propinando loro una sostanza alcolica liofilizzata. Gli apaches sono convinti che la creatura sia niente meno che il figlio di Manito, la loro divinità: in realtà è un alieno, dotato di una pistola a raggi e di un radar, arrivato sulla Terra su un'astronave a forma di una "piccola luna". Tex e Carson, assieme ad altri abitanti della zona, si pongono alla caccia dello strano individuo, inseguendolo fin nelle miniere di Last Hope: ma l'alieno sparisce in un lampo accecante, presumibilmente decollando col mezzo spaziale, lasciando molte domande agli increduli cowboy. È interessante notare che il disegnatore (Galep) fa solo intuire l'essenza extraterrestre, evidenziando alcuni particolari, quali le presumibili squame e uno sguardo malvagio, ma non mostrandone mai chiaramente il viso.

### Lucero
Lucero è un sanguinario capo indiano, che si cela sotto l'identità del facoltoso ranchero don Fabio Esqueda. Per vendicare i soprusi commessi dai bianchi sugli indiani Apache, compie omicidi efferati anche di persone inermi, come Padre Michele, un suo ex professore, ucciso nel convento in cui prestava servizio per rubare una preziosa croce. Alla fine, ferito gravemente, ritorna al convento in cui aveva vissuto per restituire la croce rubata e chiedere perdono, e ottiene il perdono dei frati morendo sulla tomba di Padre Michele. Una caratteristica unica di questa lunga storia di Tex, disegnata da Guglielmo Letteri, è che Lucerò è braccato ma non si scontra mai con Tex che lo trova già sepolto nel convento.

### Mingo
Mingo è un indiano navajo delle terre alte, capo di un piccolo gruppo di guerrieri. È protagonista di uno dei rari episodi di ribellione di un appartenente alla tribù guidata da Aquila della Notte.

### Manuel Pedroza
Manuel Pedroza compare per la prima volta in La pattuglia sperduta (nn. 271-273) come capo di un villaggio di fuorilegge, Pequeño Paraiso. In questa occasione si rivela un alleato inaspettato, e Tex deve concedere a lui e ai suoi compari (anche se di malavoglia) di andarsene.
La seconda ed ultima comparsa di Manuel Pedroza si ha in Desperados! (nn. 333-335), dove si scopre che ha ripreso la sua attività di razziatore (stavolta ai danni delle miniere dell'Arizona) e che ha stabilito nuovamente la propria base in un villaggio di fuorilegge, stavolta la ghost town Charango, nei pressi dell'antica missione francescana di Sancta Maria la Escondida, a proposito della quale si favoleggia di un tesoro consistente in una tonnellata di lingotti d'argento già fusi, ma maledetti dai frati che furono spazzati via da un'incursione di una feroce banda di Apaches.

### Mickey Finn
Mickey Finn compare nella storia Cercatori di piste (Tulac!, in Delitto nel porto; Cercatori di piste; Morte sul fiume; nn. 416-418). Cacciatore di scalpi di padre comanche e madre irlandese, fu salvato da Tex quando era ancora un ragazzino durante la fuga dal villaggio in cui aveva vissuto fino alla morte della madre. A causa della durezza con cui era stato educato dal padre Ashatai e dagli altri guerrieri della tribù, fin da giovanissimo ha sviluppato un odio viscerale per i pellerossa, fino a divenire da adulto, come detto, un famigerato cacciatore di scalpi, noto per l'inaudita brutalità. Diversi anni dopo il primo incontro, Tex si imbatte casualmente in Finn mentre questi, con un compare, uccide a sangue freddo due soldati disertori. Prima che Tex possa reagire, Mickey Finn gli spiega di essere stato ufficialmente incaricato dal maggiore David Craig dell'esercito di dar la caccia alla compagnia del sergente Torrence (di cui i disertori uccisi facevano parte), rea di aver disertato, ed alla tribù yavapai che è insieme a loro. Conoscendo la nomea di Finn e della sua banda di assassini, Tex e Tiger Jack decidono di aiutare il sergente Torrence ed i suoi uomini a rifugiarsi in Messico. Purtroppo, i cacciatori di scalpi, pressati dal maggiore Craig (che da sempre odia Torrence, al punto da volerlo morto), non esitano a seguire i fuggitivi fin oltre il confine, per ucciderli senza pietà. Dopo un duro scontro, Mickey Finn tenta disperatamente la fuga, ma Tex lo riagguanta e, per legittima difesa, si vede costretto ad ucciderlo.

### Narvaez
Ambizioso e sanguinario condottiero Yaqui, noto anche come El Diablo Rojo (Il Diavolo Rosso) per la sua crudeltà. La sua base è la Sierra Negra, nel nord del Messico, ed è al comando di un buon numero di guerrieri, che si contraddistinguono per l'inaudita ferocia e l'incredibile timore e soggezione nei confronti del proprio capo. Di ritorno da una battuta di caccia Kit Willer lo incontra con alcuni dei suoi uomini nei pressi del piccolo villaggio di yavapai ed ex militari guidati dal sergente Torrence che Tex ha accolto nella propria riserva e, pur diffidando della banda di Yaqui, li invita a fermarsi al villaggio. Al villaggio sono presenti anche Tex e Tiger Jack (che conoscono la sinistra fama dell'ospite e non fanno nulla per nascondere la propria diffidenza), oltre a Pat Mac Ryan. Narvaez sostiene di essersi recato fino in Arizona per ottenere l'amicizia di Aquila della Notte e fare commercio con i navajo. Tex decide così di accoglierlo nel villaggio yavapai per alcuni giorni, durante i quali tutto fila liscio, fino a quando gli Yaqui decidono di intraprendere il viaggio di ritorno. Ma dopo qualche altro giorno Narvaez paleserà il suo reale obiettivo: dopo aver tratto in inganno Tex e i suoi pards (che, sospettosi, lo avevano seguito con discrezione per un po' dopo la partenza), ripiomba sul villaggio ormai indifeso e lo depreda senza pietà, rubando molti cavalli e rapendo alcune donne per venderle come schiave, anche per lanciare una sfida ad Aquila della Notte. Tex, dal canto suo, non esita a raccogliere la sfida e, insieme a Pat Mac Ryan e Novak, uno degli uomini del villaggio, insegue il crudele Narvaez fin dentro al suo territorio per liberare le donne rapite. Una volta nella Sierra Negra, Tex e i compagni vengono messi in seria difficoltà dai predoni Yaqui, ed il capo bianco dei navajo viene addirittura fatto prigioniero e destinato alla tortura. Il ranger riesce però a liberarsi e, con l'aiuto di Pat e Novak, ribalta le sorti della sfida. Ormai abbandonato dai suoi seguaci, Narvaez tenta l'ultima carta sfidando Tex in duello, venendo però ucciso dopo una breve lotta.

### Jack Thunder
Jack Thunder debutta nella storia in tre albi I sette assassini (I sette assassini, Helltown, Jack Thunder l'implacabile: albi 463-465) e compare in seguito nella storia, sempre in tre albi, (Winnipeg, La chiesa sulla collina e Intrighi e veleni: albi 658-660). Si tratta di un pistolero psicopatico, con manie assassine e di grandezza, rimasto irrimediabilmente cieco a causa di un incidente occorsogli durante la guerra civile (alla quale partecipò tra le file confederate come membro dei famigerati guerriglieri di Quantrill). Per ovviare al suo handicap, ha affinato a dismisura l'olfatto e soprattutto l'udito, al punto che è in grado di identificare perfettamente la posizione dei suoi avversari localizzandone la voce. A causa dei suoi vestiti sporchi e logori e del bastone che ha sempre con sé, viene a volte scambiato per un mendicante; inoltre ha ammaestrato una femmina di gufo di nome Freyr. È a capo di una banda di assassini che lui chiama "Famiglia".
La banda di Jack Thunder viene quasi interamente distrutta da Tex e i suoi pards a Heaven, e apparentemente l'unico sopravvissuto è Kid Rodelo, spedito ai lavori forzati. Jack Thunder invece riesce a sopravvivere e compare in seguito in Canada, questa volta come un subdolo cospiratore al soldo di una cricca politica che vuole rendere Winnipeg capitale della provincia. In questa seconda storia viene rivelato che è un uomo molto più colto di quanto non sembri, dato che sa suonare l'organo e conosce Bach.

### John Coffin
John Coffin, primo nemico di Tex Willer, è un bandito a capo di una banda criminale che viene facilmente sconfitta da Tex (grazie all'aiuto della giovane indiana Tesah). Viene steso da Tex con un pugno e lasciato all'interno del suo ranch in preda alle fiamme. L'incertezza sulla morte di Coffin, svanisce quando il dottore della cittadina di Lineville conferma la sua avvenuta morte.
In seguito, Coffin riappare in un flashback dove è alleato con Tom Rebo, l'assassino di Sam Willer (il fratello di Tex). Della banda di Rebo, assediata da Tex, si salvano lo sceriffo corrotto Mallory - al quale Tex per vendetta salderà il conto due anni dopo - e John Coffin.

### Maestro
Il Maestro (il cui vero nome è Andrew Liddle) è un medico specializzatoin malattie tropicali, che utilizza le sue conoscenze a fini criminosi: scatenare un'epidemia batterica di natura sconosciuta, contaminando le riserve d'acqua di San Francisco. Dopo il contagio, la popolazione di San Francisco è convinta che Chinatown sia la sola responsabile degli avvelenamenti. Intanto, il Maestro non ha ricevuto il denaro che voleva estorcere con il suo ricatto e, con l'aiuto dei suoi complici, nascondendosi sotto vari travestimenti ed usando passaggi segreti, dà il via al suo folle piano, appestando totalmente l'acquedotto cittadino con i suoi letali bacilli. Grazie al moribondo Volker, che, dopo essere stato scaricato dal bieco Maestro, è diventato un infiltrato, Tex e Carson stanano lo scienziato dal suo covo e riescono a sventarne il piano. Dopo una breve fuga, si auto-contamina accidentalmente i vestiti con suoi stessi bacilli. Pur riuscendo a salvarsi grazie ad un antidoto, rimane orrendamente sfigurato. Viene infine condannato a soggiornare presso un manicomio federale.
Dopo essere evaso con l'aiuto di Nick Castle, il Maestro viene definitivamente ucciso dalla polizia di New York dopo che, con un altro morbo, aveva tentato di infettare la città.

### Proteus
Fin da giovane, Perry era incline alle malefatte: quando morì suo padre non mostrò alcun sentimento, poi derubò sua madre e fuggì. In seguito, Proteus trovò lavoro come atleta di un circo, dove imparò a svolgere il ruolo del trasformista, dandosi di tanto in tanto a qualche rapina col suo maestro di trasformismo Edgar Plummer. Dopo un colpo andato male, Plummer fu arrestato, ma Proteus riuscì a fuggire, trovando rifugio da suo zio, il giudice Lindon. Ne divenne il segretario, continuando però a dedicarsi ad atti criminosi. Essendo un maestro del travestimento, "L'uomo dai mille volti" Proteus è capace di beffarsi della Giustizia e di assumere tutti gli aspetti che vuole; inoltre, è molto intelligente ed astuto nel diventare il sosia di chiunque (compresi Tex e Carson) ed è in grado di compiere rapine perfette, anche se Tex alla fine riesce sempre a catturarlo e a rinchiuderlo in prigione, invece nel loro ultimo incontro Proteus viene investito da un treno, facendone presumere la sua morte. Il suo nome richiama Proteo, una divinità multiforme della mitologia greca.

## Associazioni criminali

### La Mano Rossa
È il primo sodalizio criminale affrontato da Tex e ha l'onore di dare il titolo al primo albo. La banda de La Mano Rossa era formata da cinque elementi: Stone, Burke, Welles, Topler e Randall. Si avvaleva, per effettuare delle rapine, della complicità di un bancario, chiamato Bannion. Pur essendo un gruppo di banditi comuni, è rimasto impresso nella memoria dei lettori. Diversi anni dopo la prima apparizione, La Mano Rossa torna con nuovi membri, uno dei quali si scoprirà alla fine essere il figlio di Welles, a misurarsi con il ranger.
Esiste anche un'altra associazione con questo nome e non legata alle precedenti, con cui il ranger avrà a che fare in Canada, dove si recherà per arrestare i colpevoli dell'omicidio di Arkansas Joe, che si erano appunto uniti ai rivoltosi che intendevano liberare quella nazione dalla soggezione alla corona inglese.  In questa occasione Tex conoscerà Gros-Jean.

### Sette Voodoo
In più di un'occasione Tex e i suoi pards si trovano ad affrontare nelle foreste della Florida i seguaci dei riti vudù, alleati di Mefisto e di Yama e capitanati da Baron Samedi e da "mambo" Loa. Pur di eliminare Tex, ricorrono alla magia nera e danno "vita" anche a degli zombie.

### IFigli della Notte
I Figli della Notte sono i protagonisti di un celebre, ormai storico, episodio. Si tratta di 13 defunti sacerdoti aztechi, ridotti allo stato di mummie, che una spedizione scientifica riporta involontariamente in vita. Sono guidati da Amaxos (alias Colui-che-non-può-morire) e vogliono restaurare gli antichi fasti della civiltà precolombiana, con l'aiuto degli Yaqui e di cittadini messicani. Hanno la capacità di materializzarsi a distanza e notevoli poteri ipnotici. Sono ridotti in polvere quando Tex getta l'amuleto che Amaxos porta al collo in un pozzo che emana strane radiazioni. A parte Amaxos, solo di altri cinque sacerdoti è noto il nome, ovvero: Pagos, Rama, Karas, Axtor e Xamo.

### Fred Brennan e Jim Teller
Erano una coppia di trafficanti di armi dell'Arizona. Sono gli unici "cattivi" di tutta la saga a provocare un grave dolore a Tex: per colpire il ranger che aveva intralciato i loro piani, organizzano una spedizione di coperte infette dal virus del vaiolo alla riserva dei Navajo. Pur non riuscendo ad ucciderlo, causano la morte della moglie Lilyth. L'ira di Tex si scatena in un'implacabile vendetta, dove entrambi verranno uccisi, assieme a tutti i loro killers, e per la prima volta, si vede un Tex senza pietà.

### Gli indiani Hualpai
La prima volta che compaiono sono preziosi alleati di Mefisto e sono raffigurati come nativi allo stato primordiale. Successivamente ritornano in più di un episodio (L'idolo di smeraldo, L'idolo di cristallo e Gli eroi di Devil Pass). Nell'albo L'idolo di smeraldo una tribù Hualpai viene presentata con classici costumi pellerossa. C'è anche una menzione nel numero 47 della serie gigante (Le Terre dell'Abisso), di una tribù chiamata Walapai (il nome Hualpai pronunciato alla maniera dei nativi) che è però in rapporti amichevoli con Tex.

### GliInnocenti
Sono antagonisti della storia Il passato di Carson (Il passato di Carson, I fuorilegge del Montana ed Ultimo scontro a Bannock: albi 407-409). Erano una banda di criminali molto numerosa, al punto che i membri non si conoscevano tutti di persona e dovevano ricorrere a frasi convenute e veri e propri messaggi in codice inseriti nei giornali per contattarsi a distanza. Devono il loro nome al fatto che i membri della banda erano tutti o quasi al di sopra di ogni sospetto (appunto "innocenti"), poiché conducevano una vita apparentemente di specchiata onestà ed agivano alla luce del sole. Hanno messo a ferro e fuoco il Montana durante la corsa all'oro, derubando ed uccidendo i minatori; dopo essere stati inizialmente debellati da un giovane Kit Carson (molti anni prima che quest'ultimo conoscesse Tex), alcuni membri della banda si riuniscono dopo venticinque anni per vendicarsi del loro ex capo, Raymond Clemmons.
L'organizzatore della riunione degli Innocenti è Boone detto "il Cannibale", che anche viene eletto nuovo capo della banda; uomo crudele e senza scrupoli, celebre svaligiatore di diligenze, è animato da un bruciante desiderio di vendetta nei confronti di Clemmons. Porta questo soprannome perché, durante un gelido inverno, rimase bloccato sulle Montagne Rocciose con una carovana e sopravvisse cibandosi degli altri viaggiatori. Riuscito a scampare al massacro della banda da parte dei Pards e di Clemmons insieme a Waco Dolan, prende in ostaggio Kit Willer e la giovane Donna (figlia presunta di Ray), uccidendo poi l'ex capo prima che Tex riesca a neutralizzarlo.
Gli altri membri della banda che vengono nominati o che tornano a Bannock sono:
- Waco Dolan, letale pistolero, già rapinatore d'oro in California ed in seguito cacciatore di scalpi nella Sonora. Era famoso per il suo volto deforme e la sua fluente chioma bionda, persa dopo essere stato scalpato da un indiano Mescalero. Antico rivale di Carson, verrà ucciso da lui nel duello finale.
- One-Eyed Hawk, indiano Lakota rinnegato che deve il suo nome ad una cicatrice che l'aveva accecato all'occhio destro. Taciturno, violento e spietato, dopo la distruzione degli Innocenti aveva seguito Waco Dolan nella Sonora diventando un cacciatore di scalpi. Incaricato di sorvegliare la prigioniera Donna, viene crivellato di colpi da Kit Willer.
- Cyrus Skinner, un ometto affabile e pacioso che gestiva un trading post nel mezzo della prateria, sosta obbligata per i viaggiatori in un'epoca in cui non c'erano piste né la ferrovia. Era in realtà un informatore e venne perciò impiccato alla grande quercia presso il suo locale mentre tentava la fuga. Sarà proprio nel suo trading post che gli Innocenti si incontreranno venticinque anni dopo.
- Frank e Freddie Dobbs, fratelli gemelli. Kit Carson uccise il primo in una sparatoria notturna sulle montagne di Bannock, mentre il secondo, riuscito a fuggire, in seguito aveva vissuto sotto la falsa identità del commerciante di cavalli Frank Doyle, prima di venire ucciso da Carson in una sparatoria a Tucson. Sarà grazie ad un ritaglio di giornale trovatogli addosso che Carson scopre della riunione degli Innocenti.
- Billy Grimes, soprannominato da Waco "l'onesto" o "bottegaio" in quanto a Bannock era l'insospettabile e pacifico proprietario dell'emporio. Riparò in Canada e venne dato per morto dopo che fu trovato il cadavere di un uomo che gli somigliava. Riuscirà a dare del filo da torcere a Tex e Carson ferendo quest'ultimo, che dopo lo descriverà come un tiratore freddo e preciso. Sbaglierà però mira nel tentativo di dare il colpo di grazia a Carson e verrà ucciso subito dopo da Tex.
- Chester, l'ex garzone di Grimes. Ai tempi degli Innocenti era un orfano di undici anni che Grimes aveva preso con sé, mentre nel presente è un duro uomo della frontiera piuttosto abile con le armi. Quando la banda fu inizialmente debellata, i vigilantes di Bannock avrebbero voluto impiccare persino lui, ma Kit Carson lo impedì. Nello scontro finale cercherà di uccidere i rangers aiutando il suo ex mentore Grimes, ma dopo la morte di quest'ultima si infurierà commettendo un passo falso e precipitando dalla balconata malandata di un saloon.
- Johnny Lame, che in passato era l'informatore di Waco Dolan, Boone, dei gemelli Dobbs e gli altri assaltatori di diligenze. Zoppo dalla nascita, era lui a contrassegnare i carichi da svaligiare, incidendogli sopra una croce di nascosto. Unico non combattente del gruppo, verrà ucciso a sangue freddo da Clemmons dopo aver tentato di fuggire.
- Roger Laval, giocatore di poker professionista che a Bannock era una presenza fissa al Golden Nugget Saloon. Intelligente, attento e abile con le armi, assieme alla coppia Grimes - Chester, Cyrus Skinner, Larry "il contabile" e Johnny Lame era uno degli informatori della banda. Con Grimes e Larry salvò Boone dall'impiccagione. Affronterà l'ex amico Carson insieme a Jess e Ruben, ma verrà ucciso dal vecchio Ranger.
- Larry detto "il contabile", impiegato alla banca di Bannock. Apparentemente del tutto innocuo, anche a causa della sua vista estremamente debole, ha stimato la composizione dell'intera banda in almeno centodiciassette uomini. Dopo aver dato la caccia a Donna e Kit perderà gli occhiali e rimarrà così impotente di fronte a Clemmons, che lo ucciderà senza pietà.
- Rafe, un fuorilegge di poco conto che viene intercettato da Tex nelle praterie del Montana mentre si dirigeva al vecchio trading post di Cyrus Skinner assieme ad un complice.
- Jess e Reuben, due membri della banda di poca importanza che operavano assieme a Waco Dolan. Verranno uccisi da Tex e Carson nello scontro con Laval.

Gli Innocenti vengono in seguito citati nella storia I sette assassini. Una banda di assassini psicopatici, guidata dal folle pistolero cieco Jack Thunder, si dirige a Heaven in Nevada, per impossessarsi del favoloso bottino degli Innocenti su indicazione dell'unico superstite conosciuto della banda, Rafe, ucciso subito dopo. Nell'albo Helltown Kit Carson afferma che il secondo in comando della banda di Jack Thunder, Jeremy Monk, non faceva parte degli Innocenti, "ma li bazzicava".

### LaFamigliadi Jack Thunder
Era la banda di Jack Thunder, che però si riferiva a se stessa come "Famiglia". Tutti i suoi sette membri avevano una propria specialità per uccidere, erano tutti killer sociopatici e pur essendo stati in attività per pochissimo tempo (Tex stima che una banda con un simile campionario di freaks non potrebbe mai passare inosservata) sono riusciti a radere al suolo il trading post di Golgotah nello Utah, un'intera città di fuorilegge nel Nevada, Dogtown, una ex città mineraria ormai quasi disabitata, Salmon Falls, una foresta (a cui hanno dato fuoco) e a prendere in ostaggio l'intera cittadina di Heaven, sempre in Nevada. I suoi membri erano:
- Jack Thunder, il capo. Ex guerrigliero confederato, è completamente cieco e porta una benda sporca sugli occhi. Ha però affinato a dismisura l'olfatto e soprattutto l'udito, il che lo rende ugualmente un pistolero letale, anche se per sua ammissione all'aperto i suoi sensi sono meno efficaci. Al chiuso è invece pressoché alla pari, se non avvantaggiato, rispetto a qualsiasi avversario: identifica la posizione di Lena Parker in una cantina grazie al profumo della donna, riesce a prendere di mira Kit Willer alle proprie spalle localizzandone la voce e identifica Tex Willer nel buio totale di una miniera grazie all'eco del respiro.
- Jeremy Monk, il secondo in comando. Già maestro di scuola, gobbo e col delirio di essere come il Riccardo III della tragedia shakesperiana (il cui testo conosce a memoria), è un vero genio delle armi da fuoco (ha inventato una mitragliatrice da sella). È lui a fornire a Thunder la soffiata sull'oro degli Innocenti mettendosi in contatto con Rafe, l'ultimo sopravvissuto della banda.
- Kid Rodelo (alias Philip Rainey), il più giovane membro della banda e l'ultimo entrato. Ha solo diciassette anni ma è già abilissimo con le pistole, tanto da aver ucciso il proprio patrigno a soli tredici anni. Biondo e affascinante, viene mandato in avanscoperta proprio perché è il meno mostruoso tra i membri della "Famiglia".
- Hammer, un uomo di colore dall'enorme statura, che uccide manovrando un martello gigantesco.
- Lizard, un trapper dalla faccia butterata che ha ammaestrato i suoi due molossi (Attila e Hannibal) a cibarsi di carne umana.
- Firewolf, un indiano di cui non viene rivelata la tribù (Tiger Jack afferma di non conoscere i colori che ornano le sue frecce). È un maniaco piromane.
- No-Face, un uomo che Jack Thunder definisce "sordomuto". Non parla mai, limitandosi a ghignare o a emettere versi gutturali, ha la faccia perennemente coperta da una maschera di cuoio e uccide servendosi di un grosso coltello. Durante una colluttazione con un ostaggio viene finalmente smascherato, rivelandosi in realtà un ragazzo giovane e per nulla spaventoso, e per di più capace di parlare. La maschera di cuoio e il nome No-Face era stati solo una copertura per rendersi spaventoso come il resto della banda.

Kid Rodelo comparirà assieme al fratello maggiore William (alias Durango, già apparso in Terre maledette: Terre maledette e Tornado!, nn. 573-574) e alla gemella Molly (alias Dallas) in una storia a lui dedicata (Il prigioniero di Yuma, in L'isola della nebbia, Giovani assassini, Appuntamento con la vendetta, nn. 640-642) in cui si approfondiscono la sua vita e la sua famiglia; e infine, assieme a Jack Thunder, in Winnipeg (Winnipeg, La chiesa sulla collina, Intrighi e veleni, nn. 658-660).

### La famiglia Rainey
La famiglia di pistoleri Rainey è originaria dello Utah e composta da William Rainey (alias Durango) e dai gemelli Philip (alias Kid Rodelo) e Molly (alias Dallas).
Sebbene William e Philip fossero già apparsi in precedenza (coi loro pseudonimi), le origini della famiglia vengono svelate e approfondite nella storia Il prigioniero di Yuma. Nati in una comunità mormone, furono cresciuti dal secondo marito della madre, un reverendo e maestro di scuola che picchiava sia la moglie che i figliastri. Il loro padre naturale si era tolto la vita in seguito al pignoramento della fattoria di famiglia da parte di una grande banca (la Overland Bank) con cui aveva un debito.
William Rainey abbandonò presto la famiglia per cercare fortuna come pistolero. Philip, qualche tempo dopo, sparò al proprio patrigno durante un'ora di scuola (uccidendolo) e abbandonò anch'esso la comunità. In seguito alla morte della madre, anche Dallas lasciò lo Utah e fece la cantante e ballerina nei saloon.
William Rainey/Durango divenne noto come fuorilegge e uomo d'armi e si scontrò con Tex Willer nelle badlands dell'Oklahoma; sconfitto in duello dal ranger, riuscì ad evitare la cattura. Philip, dal canto suo, assunto il nomignolo di Kid Rodelo, dimostrò un vero talento per le armi da fuoco, tanto da attirare appena diciassettenne l'attenzione del folle pistolero cieco Jack Thunder, che lo arruolò nella propria famiglia; in seguito a tale arruolamento, Philip Rainey/Kid Rodelo ebbe il primo scontro con Tex Willer e i suoi pards, nella cittadina mineraria di Paradise in Nevada (temporaneamente ribattezzata Helltown dalla "famiglia" di Jack Thunder). Unico sopravvissuto, assieme a Thunder stesso, dei sette assassini, fu disarmato e arrestato da Kit Carson e spedito a Yuma, dove rimase qualche anno ai lavori forzati. In quest'occasione, Kid Rodelo "salvò" involontariamente – la sua intenzione era tenerla come ostaggio – Donna Parker, la figlioccia di Carson, dai pericoli dello scontro finale con Thunder.
Tempo dopo, Durango assaltò da solo la chain-gang di cui faceva parte il fratello minore Kid Rodelo e lo liberò. In seguito, i due si ricongiunsero a Molly alias Dallas e attuarono un piano ordito da William per vendicarsi dell'avido padrone della Overland Bank, l'istituto che aveva ridotto sul lastrico il loro padre portandolo al suicidio. I tre si scontrarono con i pistoleri assoldati dal banchiere: Durango morì per le ferite riportate, Dallas venne arrestata, ma il Kid, pur gravemente ferito, riuscì a trascinarsi fino alla residenza del suo obiettivo e a ucciderlo. Lo sforzo tuttavia gli costò quasi la vita: salvo per miracolo, rimase paraplegico e gli si dovette amputare il braccio sinistro. Riassestatosi il Kid, Tex e i suoi pards, ai quali si era unito Mike Foster (un giocatore professionista, fidanzato di Dallas) si trovano davanti al dilemma, se rispedire il Kid a Yuma pur in quelle condizioni (di fatto condannandolo a morte), o se lasciarlo andare. Con grande sorpresa del Kid, la votazione si risolve per tre a due in suo favore: il ragazzo parte quindi per il Canada assieme alla sorella Dallas e a Mike Foster.
In Canada, i due Rainey sopravvissuti e Mike Foster aprirono un saloon a Winnipeg. Di nascosto da tutti se non dal suo assistente, Kid Rodelo riacquistò l'uso delle gambe; il suo talento con la pistola, invece, rimase intoccato dalla menomazione. I tre erano tenuti d'occhio, su richiesta di Tex, da Jim Brandon; ma il Kid aveva attirato l'attenzione anche di Jack Thunder, miracolosamente sopravvissuto allo scontro con Tex nella miniera di Paradise e recatosi in Canada. Qui, Thunder sapeva di trovare un vecchio commilitone e si era alleato con una gang cinese; nel mentre, si guadagnava da vivere come organista della piccola città di Selkirk, non lontana da Winnipeg. Ripresi i contatti con il Kid, Thunder instaurò con lui un rapporto ambiguo nel tentativo di servirsi di lui per attirare i pards in Canada e ucciderli. Grazie al doppio gioco del Kid, che odiava Thunder, il folle pistolero cieco viene sconfitto definitivamente, anche se a prezzo della vita del Kid stesso.
Rimasta sola, Dallas fugge da Winnipeg. In un momento imprecisato si unisce con Kathy Dawn, una mezzosangue inuit amica di Jim Brandon e dei quattro pards, a una spedizione scientifica inglese guidata dal capitano Edwin Bailey, come cacciatrice e tiratrice scelta. Saputa la notizia, Brandon convoca in Canada Tex e i suoi, anche a causa di una possibile rivolta indiana profilatasi all'orizzonte. Il vero scopo della spedizione è cercare le navi perdute di John Franklin, e per questo i nativi considerano la spedizione maledetta. Intanto, Mike Foster e Aquila, un suo compagno Dogrib, sono anch'essi sulle tracce della missione, poiché Mike vuole ricongiungersi a Dallas. Dopo alterne vicende, tra cui il rapimento di Kathy Dawn da parte del cacciatore impazzito Tornuak e la scoperta del relitto della nave Erebus, i tre gruppi (i quattro pards, Jim Brandon e Volpe Bianca, un indiano Hare unitosi al gruppo; la spedizione inglese, frattanto separata per esplorare la costa dell'isola di Re Guglielmo; e Mike Foster con Aquila e l'inuit Yotimo) si incontrano e scoprono che l'artico è abitato da una misteriosa tribù cannibale, simile a una già distrutta da Tex e dai suoi pards in Alaska. La tribù rapisce alcuni membri della spedizione, ma le forze congiunte degli inglesi, dei pards e dei loro amici riescono a distruggerla. Dallas sopravvive e si ricongiunge a Mike Foster.